# Roland Berger Stiftung
Die Roland Berger Stiftung ist eine Stiftung bürgerlichen Rechts mit Sitz in München, die zwei Hauptziele verfolgt: Bildungsförderung sowie Schutz der Menschenrechte und Menschenwürde. Die Stiftung vergibt den Roland Berger Preis für Menschenwürde.

## Entstehung
Die Stiftung entstand durch das Stiftungsgeschäft vom 27. März 2008. Stifter ist der deutsche Unternehmer, Unternehmens- und Politikberater Roland Berger. Die Stiftungsurkunde wurde am 27. März 2008 durch den damaligen bayerischen Ministerpräsidenten Günther Beckstein an den Stifter überreicht. Nach Aussagen des Stifters waren seine Erlebnisse während des Zweiten Weltkrieges Auslöser für die Stiftungsgründung. Er habe „als Kind in der eigenen Familie erlebt, wie politische Drangsal Angst und Leid verursachen kann und wie kostbar Menschenwürde und Toleranz sind.“
Auch der Stiftungszweck Bildungsförderung gründe auf persönlichen Erfahrungen: „Letztlich konnte ich nur deswegen im Leben etwas erreichen, weil ich Zugang zu erstklassiger Bildung hatte. Sie ermöglichte es mir, meine Fähigkeiten zu entwickeln und dadurch, so hoffe ich jedenfalls, persönlich und beruflich zum Fortschritt der Gesellschaft beizutragen.“

## Stiftungszweck
Die Stiftung verfolgt zwei Stiftungszwecke:
Zum einen widmet sich die Stiftung der Bildungsförderung. Mit dem Deutschen Schülerstipendium fördert sie begabte Kinder und Jugendliche mit schwierigen Startbedingungen ab der ersten Klasse. Derzeit werden bundesweit über 700 Stipendiaten unterstützt. Wissensvermittlung, Persönlichkeitsentwicklung, Werteorientierung und die persönliche Betreuung durch einen ehrenamtlichen Mentor sind dabei Schwerpunkte. Jeder Stipendiat erhält einen individuellen Förderplan, der ihn gezielt nach seinen Stärken und Bedürfnissen unterstützt und der zehn Lernbereiche abdeckt. Mit der Gründung der Roland Berger Stiftung begann diese am 13. Oktober 2008 erstmalig die Ausschreibung des deutschen Schülerstipendiums in Bayern, Berlin, Brandenburg und Nordrhein-Westfalen. Diese 160 Stipendiaten wurden am 30. Juni in der BMW Welt in München vorgestellt und damit das Schülerstipendium offiziell eröffnet.
Zum anderen zeichnet die Stiftung mit dem Roland Berger Preis für Menschenwürde Personen und Organisationen weltweit aus, die sich „vorbildlich und erfolgreich um die Achtung, die Förderung und den Schutz der Menschenwürde und -rechte verdient gemacht haben“. 18 Personen und Organisationen aus allen Regionen der Welt wurden bisher mit dem Roland Berger Preis für Menschenwürde ausgezeichnet.

## Stiftungskapital
Bei ihrer Gründung wurde die Stiftung mit einem Stiftungskapital von zunächst 50 Millionen Euro aus dem Privatvermögen Roland Bergers ausgestattet.

In einem Interview mit der Süddeutschen Zeitung vom 9. September 2018 sagte Berger, dass er neben dem eigenen Kapital auch Spenden von Dritten für seine Stiftung einwerbe:
„...ich gehe auch auf meine Bekannten, andere Stiftungen und Unternehmen zu und bitte, dass sie etwas mitfinanzieren. Ich bin ein erfolgreicher Fundraiser, fast die Hälfte der Projektbudgets der Stiftung stammt aus Spenden.“

In dem gleichen Interview kündigte er an, das Stiftungskapital durch eigene Beiträge weiter zu erhöhen: 
„Testamentarisch habe ich (...) vorgesehen, das Stiftungskapital noch kräftig zu erhöhen. Am Ende werden es zwischen 100 und 150 Millionen Euro sein.“

## Gremien
Die Stiftung hat ein Kuratorium eingesetzt, das in allen grundsätzlichen Angelegenheiten entscheidet. Ihm gehören neben dem Stifter Karin Berger, Staatssekretär a. D. Harald Braun, Jürgen Hambrecht, Wolfgang A. Herrmann, Dirk Ippen, Staatssekretärin a. D. Cornelia Quennet-Thielen, Wolfgang Reitzle, Robert Frhr. von Weizsäcker, Georg von Werz und Ulrich Wilhelm an.
Die laufenden Geschäfte besorgt ein vom Kuratorium bestellter Vorstand, dessen Mitglieder Regina Pötke, Claudia Piatzer und Hermann Pointl sind. Darüber hinaus schlägt das Kuratorium die Kandidaten für den Preis für Menschenwürde vor, aus denen das Preisvergabekomitee den Preisträger auswählt.

## Allianz für Bildung
Die Stiftung ist Gründungspartner der Allianz für Bildung unter dem Dach des Bundesministerium für Bildung und Forschung. Die Allianz vernetzt vorhandene Initiativen sowie Fachwissen und führt staatliche, private und zivilgesellschaftliche Organisationen und Initiativen in Deutschland zusammen, um Kinder und Jugendliche in allen Phasen ihrer Bildungsstationen zu unterstützen. Die Allianz umfasst sieben Aktionsfelder, in denen Kinder und Jugendliche gefördert werden und steht allen unterstützenden Organisationen und Initiativen offen, die sich für die Bildung von jungen Menschen einsetzen.

## Human Dignity Forum
Das Human Dignity Forum war ein von der Roland Berger Stiftung erstellter Blog. Er diente zum einen zur Würdigung von Menschen, die sich weltweit für Menschenwürde und -rechte eingesetzt haben. Zum anderen berichtete er über das Forum Berlin, welches im Jahr 2011 stattfand und eine regelmäßige Austauschplattform zum Thema Menschenrechte für interessierte Personen bieten sollte. Es fand nur ein Mal statt. Der Blog ist seit 2017 offline.